# Australothis
Australothis is een geslacht van vlinders van de familie uilen (Noctuidae), uit de onderfamilie Heliothinae.

## Soorten
- A. rubrescens Walker, 1858
- A. tertia Roepke, 1941